# 王名
王名（1959年10月—），清华大学公共管理学院教授、博士生导师，NGO研究所所长。畢業於蘭州大學經濟系，其後先後就讀福井大学、京都大学，1997年获日本名古屋大学博士学位，主要研究领域为非政府组织、公民社会与治理等。

## 学术
出版多部非政府组织、民间组织相关的学术著作，在乌坎事件发生后，两度赴乌坎调研，并发布调研报告。2017年獲得福岡亞洲文化獎。

## 参政
曾担任第十届、十一届、十二届全国政协委员。此外，还担任中国民主建国会中央常委，国家民政部和国家卫生部特聘专家等职。